# Giro d’Italia 2022/20. Etappe
Die 20. Etappe des Giro d’Italia 2022 fand am 28. Mai 2022 statt und galt als die Königsetappe der 105. Austragung des italienischen Etappenrennens. Die Strecke führte von Belluno über 168 Kilometer und 4490 Höhenmeter zu einer Bergankunft auf dem Passo Fedaia (2057 m) zu Füßen der Marmolata. Mit dem Passo Pordoi (2239 m) überquerten die Fahrer zudem den höchsten Punkt des Etappenrennens (Cima Coppi). Im Ziel hatten die Fahrer insgesamt 3428,2 Kilometer absolviert, was 99,5 % der Gesamtdistanz der Rundfahrt entsprach. Die Organisatoren bewerteten die Schwierigkeit der Etappe mit fünf von fünf Sternen (alta difficoltà).

## Streckenführung
Der neutralisierte Start erfolgte in Belluno auf dem Piazza dei Martiri. Anschließend führte die Strecke durch den Startort, ehe der Piave im Süden überquert und Belluno in Richtung Südwesten auf der SP1 verlassen wurde.
Der offizielle Start erfolgte nach 4,1 gefahrenen Kilometern auf der SP1. Im Anschluss folgten die Fahrer dem Piave flussabwärts bis Santa Giustina, wo ein kurzer nicht kategorisierter Anstieg nach San Gregorio nelle Alpi führte. Danach folgten die Fahrer dem Cordevole flussaufwärts in Richtung Norden. Hier begann die Straße bereits leicht zu steigen. Nach 63,5 Kilometern wurde in Agordo (774 m) der erste Zwischensprint ausgefahren. Der Ort bildete zudem den Startpunkt der offiziellen Steigung auf den Passo San Pellegrino (1918 m), der 81,9 Kilometer vor dem Ziel erreicht wurde. Dieser führte mit einer durchschnittlichen Steigung von 6,2 % über 18,5 Kilometer und war als Bergwertung der 1. Kategorie klassifiziert. Der steilste Abschnitt des Anstieges waren die letzten 6 Kilometer, die nach Falcade erreicht wurden und im Schnitt mit 9 % bergauf führten. Nach der Überquerung des Passes folgte eine längere Abfahrt, die die Fahrer nach Moena und somit ins Val di Fassa brachte. Hier ging es stetig leicht bergauf nach Canazei, wo die Auffahrt auf den höchsten Punkt des Rennens (Cima Coppi), den Passo Pordoi (2239 m), erfolgte. Dieser führte bei im Schnitt 6,8 % über 11,8 Kilometer und wurde 44,6 Kilometer vor dem Ziel überquert. Im Schatten des Piz Boè ging es anschließend bergab nach Arabba, ehe nach einem rund 10 Kilometerlangen Plateau, die restliche Abfahrt nach Caprile (996 m) führte.
Von Caprile aus begann der Schlussanstieg auf den Passo Fedaia (2057 m). Dieser führte auf den ersten achteinhalb Kilometern bei moderater Steigung (5,3 %) nach Malga Ciapela wo, 5,5 Kilometer vor dem Ziel der zweite Zwischensprint ausgefahren wurde. Im Anschluss begann die Straße steil anzusteigen und führte mit rund 11 % im Schnitt zum Ziel (max. 18 %). Insgesamt legten die Fahrer auf den letzten 14 Kilometern 1062 Höhenmeter zurück. Der Zielstrich des Anstieges der 1. Kategorie befand sich beim Rifugio Fedaia. Die Serrai-Schlucht von Sottoguda (Serrai di Sottoguda), die sich im Anstieg befindet, wurde 2022 nicht befahren.
|                            | Ort                          | Kilometer | Länge (km) | Höhe (m) | Ø Steigung | max. Steigung |
| -------------------------- | ---------------------------- | --------- | ---------- | -------- | ---------- | ------------- |
| neutraler Start            | Belluno (Piazza dei Martiri) | −4,1      |            |          |            |               |
| offizieller Start          | Belluno (SP1)                | 0         |            |          |            |               |
| Zwischensprint             | Agordo                       | 63,5      |            |          |            |               |
| Bergwertung (1. Kategorie) | Passo San Pellegrino         | 81,9      | 18,5       | 1918     | 6,2 %      | 15 %          |
| Bergwertung (Cima Coppi)   | Passo Pordoi                 | 123,4     | 11,8       | 2239     | 6,8 %      | 10 %          |
| Zwischensprint             | Malga Ciapela                | 162,5     |            |          |            |               |
| Bergwertung (1. Kategorie) | Passo Fedaia                 | 168       | 14         | 2057     | 7,6 %      | 18 %          |
| Ziel                       | Passo Fedaia                 | 168       |            |          |            |               |

## Rennverlauf und Ergebnis
Es dauerte rund 20 Kilometer, bis sich eine kleine Gruppe auf regen nasser Straße absetzten konnte. Als letzter stieß Andrea Vendrame 37 Kilometer nach dem Start zu Spitzengruppe, in der sich nun 15 Fahrer befanden. In der Gruppe vertreten waren folgende Fahrer (geordnet nach dem bestplatzierten in der Gesamtwertung): Lennard Kämna (Bora-hansgrohe), Thymen Arensman (Team DSM), Sam Oomen, Gijs Leemreize (beide Jumbo-Visma), Giulio Ciccone (Trek-Segafredo), Mauri Vansevenant, Davide Ballerini (beide Quick-Step Alpha Vinyl Team), Antonio Pedrero (Movistar Team), Domen Novak (Bahrain Victorious), Davide Formolo, Alessandro Covi (beide UAE Team Emirates), Sylvain Moniquet (Lotto Soudal), Mathieu van der Poel (Alpecin-Fenix) und Edoardo Zardini (Drone Hopper-Androni Giocattoli). Die Gruppe erreichte den ersten Zwischensprint nach 104,5 Kilometern mit einem Vorsprung von rund sechs Minuten. Sowohl der Gesamtzweite, Jai Hindley (Bora-hansgrohe), als auch der Gesamtdritte, Mikel Landa (Bahrain Victorious), hatten mit Lennard Kämna bzw. Domen Novak einen Teamkollegen in der Ausreißergruppe positioniert. Den Zwischensprint gewann Davide Ballerini vor Giulio Ciccone und Mari Vansevenant. Im Hauptfeld hatte unterdessen die Bahrain-Victorious-Mannschaft die Tempoarbeit übernommen.
Zwischenzeitlich hatte es aufgehört zu regnen und die Spitzengruppe begann mit der Auffahrt auf den Passo San Pellegrino (1. Kategorie). Die Ausreißer blieben im Anstieg zusammen und Davide Formolo sicherte sich die meisten Punkte bei der Bergwertung vor Giulio Ciccone und Alessandro Covi. Im Hauptfeld bestimmte weiterhin das Team Bahrain Victorious das Tempo. Nach der anschließenden Abfahrt gelangten die Fahrer 56,4 Kilometer vor dem Ziel zum Fuße des Passo Pordoi (Cima Coppi), dem höchsten Punkt der Rundfahrt. Die Spitzengruppe zerfiel und Alessandro Covi setzte sich auf den ersten Kilometern des Anstiegs von seinen Begleitern ab. Der Italiener überquerte die Bergwertung als erster und hatte einen Vorsprung von rund eineinhalb Minuten auf die erste Verfolgergruppe herausgefahren. In dieser waren mit seinem Teamkollegen Davide Formolo, Lennard Kämna, Thymen Arensman, Sam Oomen, Gijs Leemreize, Giulio Ciccone, Antonio Pedrero und Domen Novak noch acht Fahrer vertreten. Alessandro Covi sicherte sich bei der Überquerung des Passo Pordoi 50 Punkte, gefolgt von Giulio Ciccone (30 Punkte) und Davide Formolo (20 Punkte) – in der Bergwertung stand Koen Bouwman (Jumbo-Visma) jedoch bereits vor dem Start der Etappe als Sieger fest. Dahinter bestimmte weiterhin das Team Bahrain Victorious das Tempo und hatte das Hauptfeld auf rund 30 Fahrer ausgedünnt. Der Gesamtführende Richard Carapaz (Ineos Grenadiers) hatte jedoch mit Pavel Sivakov, Ben Tulett und Ben Swift immer noch drei Helfer um sich. In der anschließenden Abfahrt, auf der auch einige Gegensteigungen absolviert werden mussten, baute Alessandro Covi seinen Vorsprung auf die Verfolger auf über zwei Minuten aus und fuhr allein in den Schlussanstieg des Passo Fedaia (1. Kategorie). Davide Ballerini hatte in der Abfahrt zu den Verfolgern aufgeschlossen fiel jedoch auf den ersten Metern des Anstiegs wieder zurück.
5,5 Kilometer vor dem Ziel passierte Alessandro Covi den zweiten Zwischensprint als erster und sicherte sich drei Bonussekunden. Mit einem Abstand von rund zwei Minuten folgten Thymen Arensman, Giulio Ciccone, Domen Novak und Antonio Pedrero, die sich von den restlichen Fahrern der Verfolgergruppe abgesetzt hatten. Wenig später griff Domen Novak im steileren Teil des Anstiegs an und versuchte allein zu Alessandro Covi aufzuschließen. Der Slowene konnte seinen Rückstand auf den nächsten zwei Kilometern zwar auf etwa 30 Sekunden reduzieren, schaffte es aber nicht mehr Alessandro Covi einzuholen, der seinen ersten Etappensieg beim Giro d’Italia feierte.
Dahinter erhöhte rund sechs Kilometer vor dem Ziel die Mannschaft des Gesamtführenden mit Ben Tulett das Tempo im Hauptfeld. Dies führte dazu, dass Emanuel Buchmann (Bora-hansgrohe), Vincenzo Nibali (Astana Qazaqstan Team) und Juan Pedro López (Trek-Segafredo) abgehängt wurden. Nachdem der Brite seine Arbeit getan hatte übernahm Pavel Sivakov, der die Gruppe weiter ausdünnte. Mit Richard Carapaz, Jai Hindley, Mikel Landa und Hugh Carthy (EF Education-EasyPost), konnten ihm nur vier Fahrer folgen, ehe er rund dreieinhalb Kilometer vor dem Ziel seine Führungsarbeit beendete. Jai Hindley griff sofort an und nur der Mann in Rosa, Richard Carapaz, konnte dem Australier folgen. Wenig später holten die beiden Lennard Kämna ein, der aus der Ausreißergruppe zurückgefallen war. Jai Hindley heftete sich an das Hinterrad seines deutschen Teamkollegen, der das Tempo hoch hielt. Rund drei Kilometer vor dem Ziel konnte Richard Carapaz den beiden nicht folgen und fiel zurück. Jai Hindley erhöhte das Tempo erneut und vergrößerte anschließend stetig den Vorsprung auf den Gesamtführenden. Schlussendlich erreichte er das Ziel mit einem Vorsprung von fast eineinhalb Minuten und übernahm somit das Rosa Trikot. Richard Carapaz wurde auf den letzten Kilometern noch von Mikel Landa überholt, der in der Gesamtwertung jedoch hinter ihm blieb. Vor dem abschließenden Zeitfahren hatte Jai Hindley einen Vorsprung von einer Minute und 25 Sekunden auf Richard Carapaz. Weitere 26 Sekunden dahinter folgte Mikel Landa als Gesamtdritter. Juan Pedro López verteidigte seine Führung in der Nachwuchswertung und sowohl Koen Bouwman als auch Arnaud Démare (Groupama-FDJ) erreichten das Ziel im vorgegebenen Zeitlimit und behielten somit ihre Wertungstrikots. Als einziger Fahrer erreichte David de la Cruz (Astana Qazaqstan) das Ziel nicht und musste die Rundfahrt beenden.
| \| Etappenergebnis \| Etappenergebnis \| Etappenergebnis \| Etappenergebnis \| Etappenergebnis \| \| Fahrer \| Fahrer \| Land \| Team \| Zeit \| \| --------------- \| --------------- \| ---------------------- \| --------------------- \| --------------- \| \| 1. \| Alessandro Covi \| Italien \| UAE Team Emirates \| 4 h 46 min 34 s \| \| 2. \| Domen Novak \| Slowenien \| Bahrain Victorious \| + 32 s \| \| 3. \| Giulio Ciccone \| Italien \| Trek-Segafredo \| + 37 s \| \| 4. \| Antonio Pedrero \| Spanien \| Movistar Team \| + 1 min 36 s \| \| 5. \| Thymen Arensman \| Niederlande \| Team DSM \| + 1 min 50 s \| \| 6. \| Jai Hindley \| Australien \| Bora-Hansgrohe \| + 2 min 30 s \| \| 7. \| Gijs Leemreize \| Niederlande \| Jumbo-Visma \| + 3 min 04 s \| \| 8. \| Hugh Carthy \| Vereinigtes Königreich \| EF Education-EasyPost \| + 3 min 19 s \| \| 9. \| Mikel Landa \| Spanien \| Bahrain Victorious \| + 3 min 19 s \| \| 10. \| Lennard Kämna \| Deutschland \| Bora-Hansgrohe \| + 3 min 39 s \| |                 |                        |                       |                 |
| |                 |                        |                       |                 |
| Quelle: ProCyclingStats |                 |                        |                       |                 |
| Etappenergebnis |                 |                        |                       |                 |
| Fahrer | Fahrer          | Land                   | Team                  | Zeit            |
| 1. | Alessandro Covi | Italien                | UAE Team Emirates     | 4 h 46 min 34 s |
| 2. | Domen Novak     | Slowenien              | Bahrain Victorious    | + 32 s          |
| 3. | Giulio Ciccone  | Italien                | Trek-Segafredo        | + 37 s          |
| 4. | Antonio Pedrero | Spanien                | Movistar Team         | + 1 min 36 s    |
| 5. | Thymen Arensman | Niederlande            | Team DSM              | + 1 min 50 s    |
| 6. | Jai Hindley     | Australien             | Bora-Hansgrohe        | + 2 min 30 s    |
| 7. | Gijs Leemreize  | Niederlande            | Jumbo-Visma           | + 3 min 04 s    |
| 8. | Hugh Carthy     | Vereinigtes Königreich | EF Education-EasyPost | + 3 min 19 s    |
| 9. | Mikel Landa     | Spanien                | Bahrain Victorious    | + 3 min 19 s    |
| 10. | Lennard Kämna   | Deutschland            | Bora-Hansgrohe        | + 3 min 39 s    |

## Gesamtstände
| \| Gesamtwertung \| Gesamtwertung \| Gesamtwertung \| Gesamtwertung \| Gesamtwertung \| \| Fahrer \| Fahrer \| Land \| Team \| Zeit \| \| ------------- \| ------------------ \| ---------------------- \| ---------------------------------- \| ---------------- \| \| 1. \| Jai Hindley \| Australien \| Bora-Hansgrohe \| 86 h 07 min 19 s \| \| 2. \| Richard Carapaz \| Ecuador \| Ineos Grenadiers \| + 1 min 25 s \| \| 3. \| Mikel Landa \| Spanien \| Bahrain Victorious \| + 1 min 51 s \| \| 4. \| Vincenzo Nibali \| Italien \| Astana Qazaqstan Team \| + 7 min 57 s \| \| 5. \| Pello Bilbao \| Spanien \| Bahrain Victorious \| + 8 min 55 s \| \| 6. \| Jan Hirt \| Tschechien \| Intermarché-Wanty-Gobert Matériaux \| + 9 min 07 s \| \| 7. \| Emanuel Buchmann \| Deutschland \| Bora-Hansgrohe \| + 11 min 18 s \| \| 8. \| Domenico Pozzovivo \| Italien \| Intermarché-Wanty-Gobert Matériaux \| + 16 min 04 s \| \| 9. \| Juan Pedro López \| Spanien \| Trek-Segafredo \| + 17 min 29 s \| \| 10. \| Hugh Carthy \| Vereinigtes Königreich \| EF Education-EasyPost \| + 17 min 56 s \| |                    |                        |                                    |                  |
| |                    |                        |                                    |                  |
| Quelle: ProCyclingStats |                    |                        |                                    |                  |
| Gesamtwertung |                    |                        |                                    |                  |
| Fahrer | Fahrer             | Land                   | Team                               | Zeit             |
| 1. | Jai Hindley        | Australien             | Bora-Hansgrohe                     | 86 h 07 min 19 s |
| 2. | Richard Carapaz    | Ecuador                | Ineos Grenadiers                   | + 1 min 25 s     |
| 3. | Mikel Landa        | Spanien                | Bahrain Victorious                 | + 1 min 51 s     |
| 4. | Vincenzo Nibali    | Italien                | Astana Qazaqstan Team              | + 7 min 57 s     |
| 5. | Pello Bilbao       | Spanien                | Bahrain Victorious                 | + 8 min 55 s     |
| 6. | Jan Hirt           | Tschechien             | Intermarché-Wanty-Gobert Matériaux | + 9 min 07 s     |
| 7. | Emanuel Buchmann   | Deutschland            | Bora-Hansgrohe                     | + 11 min 18 s    |
| 8. | Domenico Pozzovivo | Italien                | Intermarché-Wanty-Gobert Matériaux | + 16 min 04 s    |
| 9. | Juan Pedro López   | Spanien                | Trek-Segafredo                     | + 17 min 29 s    |
| 10. | Hugh Carthy        | Vereinigtes Königreich | EF Education-EasyPost              | + 17 min 56 s    |

| Punktewertung | Punktewertung        | Punktewertung          | Punktewertung                   | Punktewertung |
| Fahrer        | Fahrer               | Land                   | Team                            | Punkte        |
| ------------- | -------------------- | ---------------------- | ------------------------------- | ------------- |
| 1.            | Arnaud Démare        | Frankreich             | Groupama-FDJ                    | 254 P.        |
| 2.            | Fernando Gaviria     | Kolumbien              | UAE Team Emirates               | 136 P.        |
| 3.            | Mark Cavendish       | Vereinigtes Königreich | Quick-Step Alpha Vinyl          | 132 P.        |
| 4.            | Mathieu van der Poel | Niederlande            | Alpecin-Fenix                   | 96 P.         |
| 5.            | Alberto Dainese      | Italien                | Team DSM                        | 95 P.         |
| 6.            | Dries De Bondt       | Belgien                | Alpecin-Fenix                   | 83 P.         |
| 7.            | Simone Consonni      | Italien                | Cofidis                         | 73 P.         |
| 8.            | Phil Bauhaus         | Deutschland            | Bahrain Victorious              | 72 P.         |
| 9.            | Koen Bouwman         | Niederlande            | Jumbo-Visma                     | 71 P.         |
| 10.           | Filippo Tagliani     | Italien                | Drone Hopper-Androni Giocattoli | 70 P.         |

| Bergwertung | Bergwertung       | Bergwertung | Bergwertung                        | Bergwertung |
| Fahrer      | Fahrer            | Land        | Team                               | Punkte      |
| ----------- | ----------------- | ----------- | ---------------------------------- | ----------- |
| 1.          | Koen Bouwman      | Niederlande | Jumbo-Visma                        | 294 P.      |
| 2.          | Giulio Ciccone    | Italien     | Trek-Segafredo                     | 163 P.      |
| 3.          | Alessandro Covi   | Italien     | UAE Team Emirates                  | 102 P.      |
| 4.          | Diego Rosa        | Italien     | Eolo-Kometa                        | 94 P.       |
| 5.          | Davide Formolo    | Italien     | UAE Team Emirates                  | 87 P.       |
| 6.          | Jai Hindley       | Australien  | Bora-Hansgrohe                     | 78 P.       |
| 7.          | Lennard Kämna     | Deutschland | Bora-Hansgrohe                     | 78 P.       |
| 8.          | Santiago Buitrago | Kolumbien   | Bahrain Victorious                 | 71 P.       |
| 9.          | Richard Carapaz   | Ecuador     | Ineos Grenadiers                   | 65 P.       |
| 10.         | Jan Hirt          | Tschechien  | Intermarché-Wanty-Gobert Matériaux | 57 P.       |

| Nachwuchswertung | Nachwuchswertung  | Nachwuchswertung       | Nachwuchswertung       | Nachwuchswertung  |
| Fahrer           | Fahrer            | Land                   | Team                   | Zeit              |
| ---------------- | ----------------- | ---------------------- | ---------------------- | ----------------- |
| 1.               | Juan Pedro López  | Spanien                | Trek-Segafredo         | 86 h 24 min 48 s  |
| 2.               | Santiago Buitrago | Kolumbien              | Bahrain Victorious     | + 5 min 56 s      |
| 3.               | Pavel Sivakov     | Frankreich             | Ineos Grenadiers       | + 23 min 06 s     |
| 4.               | Thymen Arensman   | Niederlande            | Team DSM               | + 26 min 10 s     |
| 5.               | Luca Covili       | Italien                | Bardiani CSF Faizanè   | + 1 h 11 min 10 s |
| 6.               | Gijs Leemreize    | Niederlande            | Jumbo-Visma            | + 1 h 41 min 54 s |
| 7.               | Wadim Pronski     | Kasachstan             | Astana Qazaqstan Team  | + 1 h 44 min 30 s |
| 8.               | Mauri Vansevenant | Belgien                | Quick-Step Alpha Vinyl | + 1 h 45 min 04 s |
| 9.               | Attila Valter     | Ungarn                 | Groupama-FDJ           | + 1 h 57 min 50 s |
| 10.              | Ben Tulett        | Vereinigtes Königreich | Ineos Grenadiers       | + 2 h 10 min 16 s |

| Mannschaftswertung | Mannschaftswertung                 | Mannschaftswertung           | Mannschaftswertung |
| Team               | Team                               | Land                         | Zeit               |
| ------------------ | ---------------------------------- | ---------------------------- | ------------------ |
| 1.                 | Bahrain Victorious                 | Bahrain                      | 258 h 34 min 45 s  |
| 2.                 | Bora-Hansgrohe                     | Deutschland                  | + 5 min 18 s       |
| 3.                 | Intermarché-Wanty-Gobert Matériaux | Belgien                      | + 1 h 23 min 27 s  |
| 4.                 | Ineos Grenadiers                   | Vereinigtes Königreich       | + 1 h 23 min 29 s  |
| 5.                 | Astana Qazaqstan Team              | Kasachstan                   | + 2 h 18 min 33 s  |
| 6.                 | Trek-Segafredo                     | Vereinigte Staaten           | + 2 h 21 min 47 s  |
| 7.                 | Jumbo-Visma                        | Niederlande                  | + 2 h 42 min 07 s  |
| 8.                 | UAE Team Emirates                  | Vereinigte Arabische Emirate | + 3 h 18 min 00 s  |
| 9.                 | BikeExchange-Jayco                 | Australien                   | + 3 h 32 min 57 s  |
| 10.                | Movistar Team                      | Spanien                      | + 3 h 37 min 38 s  |

## Ausgeschiedene Fahrer
- David de la Cruz (Astana Qazaqstan Team): während der Etappe aufgegeben[4]